# Station Grovane
Station Grovane is een spoorwegstation in Grovane in de gemeente Vennesla in het zuiden van Noorwegen. Het station ligt aan Sørlandsbanen.  Het stationsgebouw dateert uit 1896. Het werd gebouwd als station langs Setesdalsbanen. Het is een ontwerp van Paul Due.
Setesdalsbanen is al jaren buiten gebruik genomen. Een klein deel van de lijn, tussen Grovane en Røyknes wordt tegenwoordig gebruikt als museumspoorweg. Het station in Grovane langs Sørlandsbanen werd in 1962 gesloten.